# Darko Galić
Darko Galić (* 12. November 1973 in Banja Luka) ist ein ehemaliger kroatischer Handballspieler, der seit 2002 auch die österreichische Staatsbürgerschaft besitzt.

## Karriere

### Verein
Darko Galić spielte in der Saison 1996/97 für den RK Zagreb, mit dem er die kroatische Premijer Liga und den kroatischen Pokal gewann. In der EHF Champions League 1996/97 unterlag er mit Zagreb in den Finalspielen dem FC Barcelona. Anschließend wechselte der 1,97 m große linke Rückraumspieler nach Spanien zu BM Granollers. Ab 1999 spielte er in Österreich für Bregenz Handball, mit dem er 2001, 2002, 2004 und 2005 österreichischer Meister und 2000, 2002 und 2003 ÖHB-Cupsieger wurde. Für Bregenz erzielte er über eintausend Tore. Von 2005 bis 2010 lief er für die SG Handball Westwien auf.

### Nationalmannschaft
Mit der kroatischen Nationalmannschaft belegte Galić bei der Europameisterschaft 1998 den achten Platz.
Nachdem er im Jahr 2002 österreichischer Staatsbürger geworden war, lief er auch für die österreichische Nationalmannschaft auf.

## Privates
Sein Sohn Max (* 2003) spielt Fußball.